# Rendlové z Oušavy
Rendlové z Oušavy (též Rendlové z Úšavy) byli český rytířský rod pocházejí z Tachovska.

## Historie
První zmínky o rodu pocházejí z poloviny 15. století, kdy žil Jan Rendl se syny Vilémem a Albrechtem. Vilém se stal hejtmanem rožmberského vojska, pravděpodobně držel Tažovice u Rábí. 
Albrecht († 1522) v dědictví obdržel mlýn blízko Vodňan, působil jako právník, sepsal Vladislavské zřízení zemské. Od roku 1494 vykonával funkci pražského místopurkrabího a od roku 1496 post královského prokurátora. Zasedal v komisi, která měla pořídit nové znění zemských desk. V roce 1500 vypracoval nové pojetí zemského zřízení, který uznával panský a rytířský stav jako jediný zákonodárný orgán. Proti tomuto názoru se začala bouřit města, Albrecht změnil názor a ke konci života se s měšťanstvem sblížil. Držel Komorní Hrádek, Zlenice, Ježov a dva domy v Praze. Vladislavskému zřízení zemskému se v té době říkalo posměšně Rendlova práva, z čehož vyšel tehdy hojně užívaný pojem zrendlovat, znamenající svévolně padělat právo. Narážkou na zděděný mlýn, který byl jedinou nemovitostí, kterou v tu dobu vlastnil, jej často nazývali Rendl ze mlejna.
Svým synům Janovi, Albrechtovi, Vilému a Mikuláši zanechal písemné Naučení p. Albrechta Rendla z Oušavy synům dané. Synům patřily Křtěnov, Slavětice, Velhartice, Dětenice a i v Praze měli několik menších domů.
Koncem 16. století o nich již nejsou žádné zmínky.

## Erb
Ve znaku nosili bílou pilu na červeném podkladu.

## Příbuzenstvo
Spojili se s Počepickými, Dvořeckými či Čabelickými ze Soutic.